# Mario Federici
Mario Federici (L'Aquila, 3 giugno 1900 – Roma, 14 novembre 1975) è stato un commediografo, poeta e corrispondente teatrale italiano.

## Biografia
Nato all'Aquila nel 1900, dopo essersi diplomato al locale istituto tecnico, nel 1917 si arruolò volontario per combattere nella prima guerra mondiale.
Al termine del conflitto, si trasferì a Roma e s'iscrisse alla facoltà di Ingegneria. Il soggiorno nella capitale fu determinante per la sua formazione culturale: conobbe Marinetti, fondatore del movimento futurista, e il pittore Balla, sviluppò l'interesse per la poesia e la letteratura e, soprattutto, l'amore per il teatro che, in quegli anni, vedeva  nei teatri romani la rappresentazione di autori importanti quali Pirandello e Rosso di San Secondo.

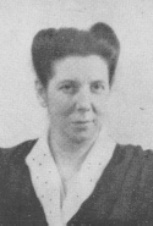
La moglie Maria Agamben (1899-1984)

I nuovi interessi gli apparvero incompatibili con l'indirizzo dei suoi studi: abbandonata Ingegneria e tornato all'Aquila nel 1921, prese la licenza liceale e si iscrisse alla locale facoltà di Giurisprudenza. Avvicinatosi al movimento fascista, lo lasciò ben presto, insofferente dell'ideologia autoritaria e violenta. Sono di questo periodo le sue prime composizioni letterarie.
Nel 1924, sperando di poter rappresentare un suo dramma, I parenti poveri, si trasferì a Milano, ma le speranze furono deluse: le compagnie rifiutarono il suo lavoro. Tornato all'Aquila, si sposò con Maria Agamben e nel 1926, si trasferì con la moglie nuovamente a Roma e, per guadagnare qualcosa, collaborò con giornali e riviste. Nello stesso anno un suo lavoro, Filantropo d'eccezione una satira sulla psicoanalisi, debuttò a Milano senza successo.
Dopo questi insuccessi, nel 1928 il suo Nebbie vinse un concorso indetto dal Governatorato di Roma e due anni dopo, I parenti poveri vinse un altro concorso organizzato dal Teatro Argentina; il lavoro andò poi in scena nello stesso teatro l'anno successivo.
Nel 1931 seguì la moglie, insegnante montessoriana che, per motivi di lavoro, si era trasferita all'estero, e in questo periodo collaborò come corrispondente teatrale con vari periodici tra i quali la rivista italiana Scenario. Tornarono sei anni dopo nel 1937. 
Alla vigilia del secondo conflitto, fu richiamato alle armi con il grado di capitano. Dopo l'armistizio dell'8 settembre si allontanò ancora di più dal regime e agli inizi del 1944 entrò nella Resistenza. Nel dopoguerra riprese l'attività e compose nuove opere: Nessuno salì a bordo, Marta la madre, ... ovvero il commendatore, premiato dall'IDI (Istituto del Dramma Italiano) a Saint-Vincent nel 1954. Concluse la sua carriera componendo alcuni drammi per la RAI, come Questa mia donna, trasmesso nel 1958, interpretato da Annamaria Ferrero e Franco Volpi con la regia dell'autore.
Morì a Roma nel 1975. Le sue opere teatrali sono raccolte nei due volumi che la casa editrice Abete ha pubblicato nel 1976-77. È da citare, inoltre, il libro di poesie, Io come un albero, pubblicato postumo nel 1978.

## Opere

### Teatro
- 17 maschere, Aquila, Casa Ed. Vecchioni, 1924.
- Opposti al vertice, Voi siete il padrone..., L'eroe, Aquila, Casa Ed. Vecchioni, 1925.
- Lunga marcia di ritorno, tre atti e sette quadri, rivista Scenario, 1936.
- Chilometri bianchi, commedia in tre atti, rivista Il dramma, 1939.
- Nessuno salì a bordo, due parti e cinque quadri, Roma, Pagine Nuove, 1949.
- Marta, la madre, commedia in tre atti[3], rivista Scenario, 1952.
- ... ovvero il commendatore, due tempi, rivista Il dramma, 1954.
- Questa mia donna, videocassetta Rai, 1958.
- Un garofano rosso, teledramma in 2 parti, rivista Ridotto, 1969.
- La ballata dei poveri gabbati, originale televisivo, rivista Ridotto, 1976.
- Teatro, 2 voll., introduzioni di Ruggero Jacobbi e Achille Fiocco, Roma, Abete, 1976-77.

### Poesia
- Io come un albero, Rieti, Il Velino, 1978.

### Saggistica
- La imagen del hombre en la poesía de Unamuno, Madrid, Fragua, 1974.